# 東宝映画配給
東寶映畫配給株式會社（とうほうえいがはいきゅう、1936年6月30日設立 - 1937年9月10日 合併）は、かつて東京の銀座マツダビルに存在した日本の映画会社である。第二次世界大戦前、阪急資本が設立した「株式会社東京宝塚劇場」の傘下に小林一三が設立した、映画の配給会社である。東宝の前身の1社となったことで知られる。

## 略歴・概要

### 日比谷系の配給会社
1936年（昭和11年）6月、当時、東京市世田谷区砧にあったポストプロダクション「写真化学研究所」とその映画スタジオ「ピー・シー・エル映画製作所」、京都市太秦にあった大沢商会の映画スタジオである「ゼーオー・スタヂオ」といった映画製作会社の作品を配給するため、阪急の小林一三が設立した。
東京市麹町区日比谷（現在の千代田区日比谷）に劇場街をつくるために1932年（昭和7年）に設立した「株式会社東京宝塚劇場」が、1934年（昭和9年）1月1日に東京宝塚劇場をオープン、同年2月に日比谷映画劇場を現在の日比谷シャンテの位置にオープン、つぎつぎに系列館を建てたが、そこへ映画を配給し、「東宝ブロック」を形成した。
これに対し、自由契約による人材の流出を懸念した松竹・日活・新興キネマ・大都映画の既成4社は、1937年（昭和12年）3月に系列劇場で東宝ブロック作品との混合上映の禁止を通告した。これにより、東宝ブロック上映館は245館から17館へ激減したが、東宝ブロック側はマスコミを通じて自由競争を訴え、『良人の貞操』や『エノケンのちゃっきり金太』などのヒット作も相次ぎ、これを退けた。

### 東宝への大合併
1937年（昭和12年）8月26日、「写真化学研究所」と「ピー・シー・エル映画製作所」、「ゼーオー・スタヂオ」と同社の4社が合併し、「東宝映画株式会社」の設立となった。旧ゼーオー・スタヂオを「東宝映画京都撮影所」（現存せず）、旧ピー・シー・エル映画製作所および旧写真化学研究所を「東宝映画東京撮影所」（現在の東宝スタジオ）とし、合併の当初はそれぞれ時代劇、現代劇を製作したが、やがて1939年（昭和14年）に「東宝映画第二撮影所」（のちの新東宝撮影所、現在の東京メディアシティ）を建設・開所し、さらに豊田四郎をメイン監督とした現代劇の「東京発声映画」を1941年（昭和16年）に合併、「東宝映画第三撮影所」（のちの新東宝第二撮影所、現在のオークラランド）とすると同時に京都撮影所は閉鎖した。
1943年（昭和18年）には「東宝映画株式会社」は「株式会社東京宝塚劇場」と合併し、現在の「東宝株式会社」となった。

## 役員
1. 植村泰二
  - 代表取締役社長
2. 佐生正三郎
  - 常務取締役（1936年10月15日）

- 取締役：大橋武雄、吉岡重三郎、大沢善夫
- 監査役：小林中、植村金吾
- 相談役：小林一三、植村澄三郎